# Hakon Jarner
Hakon Høeg Jarner (26. januar 1882 i Bogense – 8. september 1964) var en dansk ingeniør fra Polyteknisk Læreanstalt i København. Arkitektuddannet hos arkitekt P.V. Jensen Klint.
Hakon Jarner var geolog på Danmark-ekspeditionen og fungerede 1920-49 som fabriksinspektør for arbejdstilsynet. Medlem af repræsentantskabet for Statens Byggeforskningsinstitut 1947-53 .
Han blev intereneret af 2 omgange under 2. verdenskrig. Hakon var den sidste af Danmark-ekspeditionens medlemmer der døde.